# Mikołaj z Żurowa Daniłowicz
Mikołaj z Żurowa Daniłowicz herbu Sas (zm. przed 22 listopada 1675 roku) – podczaszy koronny w latach 1663–1675, podstoli koronny w latach 1645–1663, podkomorzy chełmski w latach 1642–1675, starosta czerwonogrodzki w 1652 roku i hrubieszowski w 1658 roku, dworzanin królewski.

## Życiorys
Deputat na Trybunał Główny Koronny w latach 1633/1634 z województwa ruskiego. Poseł na sejm koronacyjny w 1633 roku, sejm 1639, 1641, 1642, 1645 i 1647 roku. Poseł sejmiku wiszeńskiego na sejm 1649/1650 i sejm zwyczajny 1652 roku, poseł sejmiku halickiego na sejm 1650, 1665, 1666 (II) i sejm abdykacyjny 1668 roku, poseł sejmiku chełmskiego na sejm 1655 roku, poseł sejmiku bełskiego na sejm 1661 roku, poseł na sejm 1659 roku.
Był marszałkiem deputackiego sejmiku generalnego województwa ruskiego w 1644 roku.
Był elektorem Władysława IV Wazy. Jako poseł na sejm konwokacyjny 1648 roku z województwa ruskiego był członkiem konfederacji generalnej zawiązanej 31 lipca 1648 roku. Elektor Jana II Kazimierza Wazy z województwa ruskiego. Poseł na sejm 1649/1650 roku z sejmiku wiszeńskiego województwa ruskiego.